# Gordon Young
Pour les articles homonymes, voir Young.
Gordon Young (15 octobre 1919 - 2 octobre, 1998) est un organiste et compositeur américain à la fois d'œuvres pour orgue et d'œuvres chorales.

## Biographie
Gordon Young est né à McPherson, Kansas, le 15 octobre 1919. Il obtient un baccalauréat en musique au Southwestern College (en) de Winfield. Il commence ensuite à étudier l'orgue avec Alexander McCurdy (en) à l'Institut de musique Curtis de Philadelphie. 